# Onthophagus vicinus
Onthophagus vicinus är en skalbaggsart som beskrevs av Edgar von Harold 1886. Onthophagus vicinus ingår i släktet Onthophagus och familjen bladhorningar. Inga underarter finns listade i Catalogue of Life.